# Longidorus caespiticola
Longidorus caespiticola är en rundmaskart. Longidorus caespiticola ingår i släktet Longidorus och familjen Longidoridae. Inga underarter finns listade i Catalogue of Life.